# Micranthemum bryoides
Micranthemum bryoides är en tvåhjärtbladig växtart som först beskrevs av August Heinrich Rudolf Grisebach, och fick sitt nu gällande namn av M. Gómez. Micranthemum bryoides ingår i släktet Micranthemum och familjen Linderniaceae. Inga underarter finns listade i Catalogue of Life.